# Mukta
Mukta est un groupe musical français de musiques du monde, originaire de Nantes, en Loire-Atlantique. Mukta s'est produit dans le monde entier (notamment Inde, Afrique du Sud, Maroc, Burundi, Angleterre, Grèce, Canada) dans de nombreux festivals (notamment Jazz Yatra Bombay, les Eurockéennes, les Transmusicales, Montreux Jazz Festival, North Sea Festival South Africa, et Festival d'été de Québec).

## Histoire
Le groupe est formé en 1994 par le contrebassiste et compositeur Simon Mary avec la sitariste Brigitte Menon, le trompettiste Geoffroy Tamisier, le batteur Jean Chevalier et le percussionniste Bob Coke sous le nom de Languages, puis nommé Mukta par Brigitte Menon en 1996. « Mukta », entre autres, signifie « perle » en sanskrit. Le groupe est nommé plusieurs fois aux Victoires de la musique classique et du jazz. 
Le groupe sort son premier album, Indian Sitar and World Jazz (Acoustic and Remixed Tracks) en 1999,. Le groupe explique : « La musique électronique a sa place dans notre démarche. C'est un complément. A la base, nous sommes un groupe acoustique, mais nous avons envie d'amener un autre élément à notre musique, quelque chose qui puisse l'enrichir, lui donner d'autres directions, même si l'on souhaite encore séparer tout cela en deux albums bien distincts. » Cette même année, ils jouent plusieurs concerts dont au Montreux Jazz Festival, à Montreux, en Suisse romande.
Le groupe termine à Courbevoie, dans les Hauts-de-Seine, l'enregistrement de son deuxième album, Jade en juin 2000, qui sort en fin de cette même année. En 2009, ils sortent un album live, simplement intitulé Live!

## Membres
- Simon Mary – contrebasse
- Geoffroy Tamisier – trompette, mélodica
- Jean Chevalier – batterie, percussions, clarinette basse
- Olivier Congar – percussions
- Bob Coke – tablas, percussions (quitte le groupe pour rejoindre Ben Harper)
- Brigitte Menon – sitar (quitte le groupe en 2003 pour se consacrer à la musique hindoustanie)
- Michel Guay – chant, sitar (2003–2012)
- Pascal Vandenbulcke – flûte
- Marc Delouya – batterie (2008–2012)